# Geraardsbergen
Geraardsbergen (francès Grammont) és un municipi belga de la província del Flandes Oriental a la regió de Flandes. El municipi comprèn la ciutat de Geraardsbergen i les següents poblacions:
Goeferdinge, Grimminge, Idegem, Moerbeke, Nederboelare, Nieuwenhove, Onkerzele, Ophasselt, Overboelare, Schendelbeke, Smeerebbe-Vloerzegem, Viane, Waarbeke, Zandbergen i Zarlardinge.
L'1 de gener de 2006 Geraardsbergen tenia 31.380 habitants. La superfície total és de 79,71 km², amb una densitat de població de 394 habitants/km².
L'actual alcalde de Geraardsbergen és Guido De Padt, pertanyent al partit Vlaamse Liberalen en Democraten.

## Història

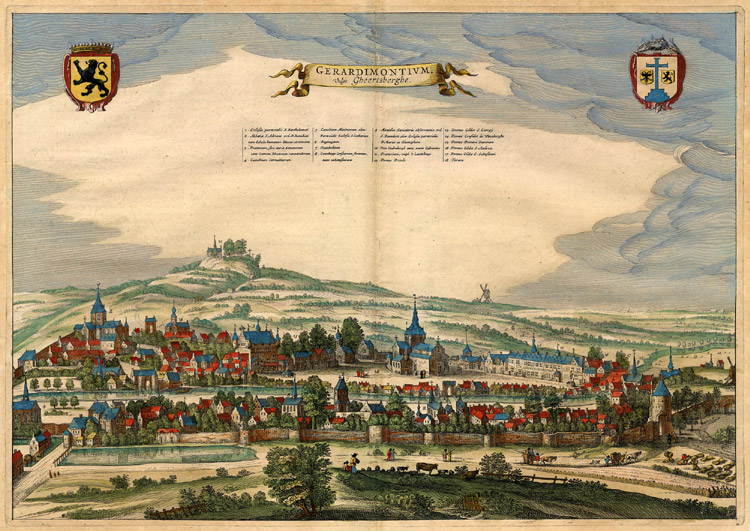
Geraardsbergen en 1649.

Geraardsbergen és una de les ciutats més antigues de Bèlgica. Fou fundada a prop de l'assentament d'Hunnegem. En 1068, Geraardsbergen fou una de les primeres comunitats de l'Europa Occidental que va ser Vila Belga
Geraardsbergen fou destruïda en 1381 per Walter IV d'Enghien i les seves tropes. Segons la llegenda, durant el setge al poble de Geraardsbergen es van llençar aliments per damunt del mur de la ciutat per demostrar que tenien prou menjar per a sobreviure a un setge durant molt de temps. No obstant això, finalment la ciutat fou capturada per les tropes d'Enghien. Aquest esdeveniment se celebra cada any a la ciutat durant el carnestoltes que s'organitza a la part superior del Oudenberg, l'anomenat 'krakelingenworp', que celebra aquest fet històric i que ha estat considerat patrimoni intangible de la Humanitat per la Unesco.
El 29 de maig de 1815, poc abans de la batalla de Waterloo, Arthur Wellesley, primer duc de Wellington i Gebhard Leberecht von Blücher van passar revista a la cavalleria aliada en aquest indret. Uns 6000 soldats van desfilar en prats a les vores del Dender entre Geraardsbergen i Jedeghem.

## Llocs d'interès
- Manneken Pis, l'estatua més antiga, més antiga que el Manneken Pis.
- El Muur van Geraardsbergen, un carrer escarpat pavimentat amb llambordins, pujada cada any pels ciclistes durant el Tour de Flandes.
- Castell Boelare, seu de l'antic domini feudal de terres (baronia) de Boelare.
- Aeròdrom Overboelare, petit aeròdrom planejador.

## Galeria

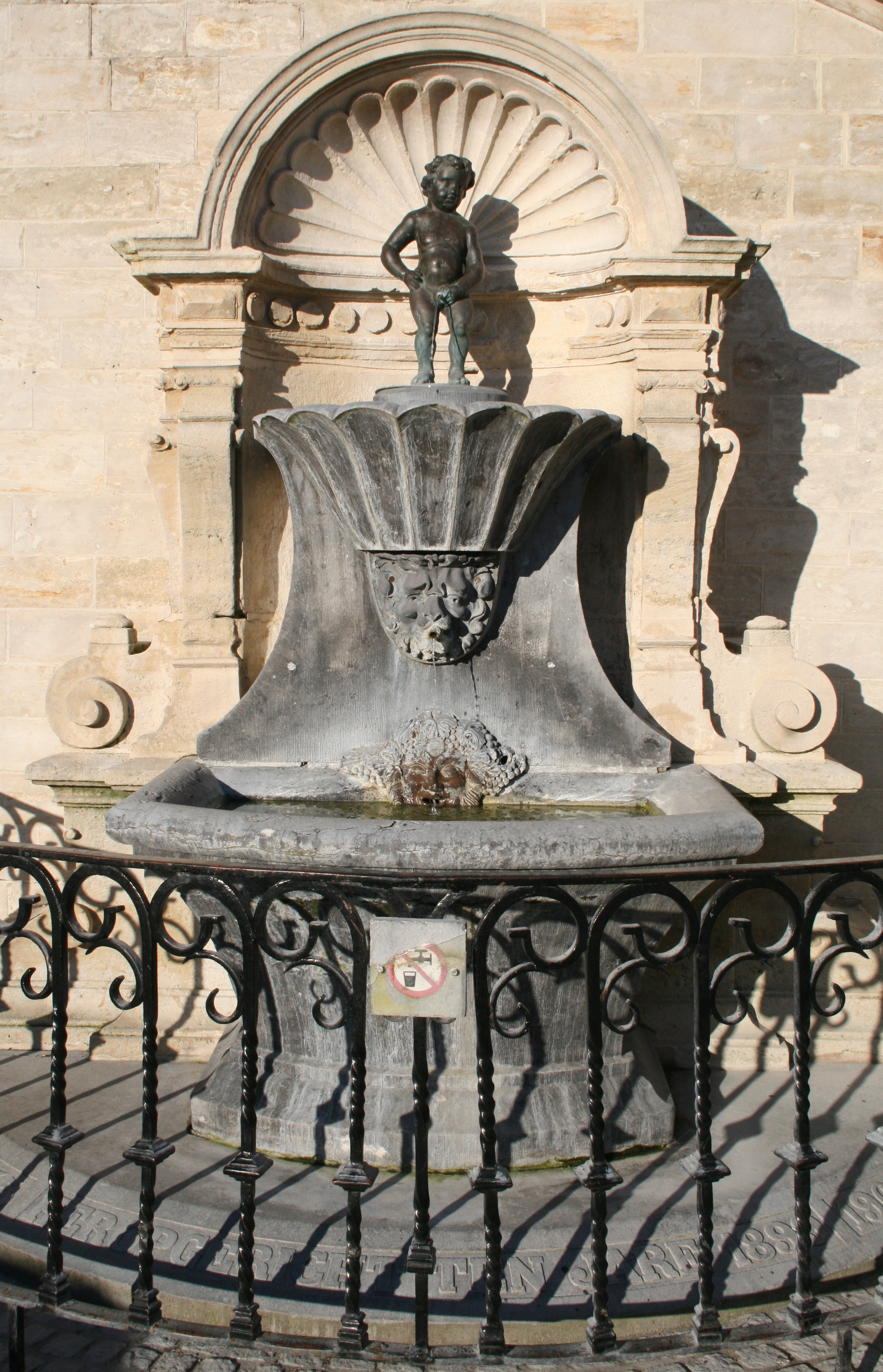
Manneke Pis  és l'estatua més famosa de Geraardsbergen.
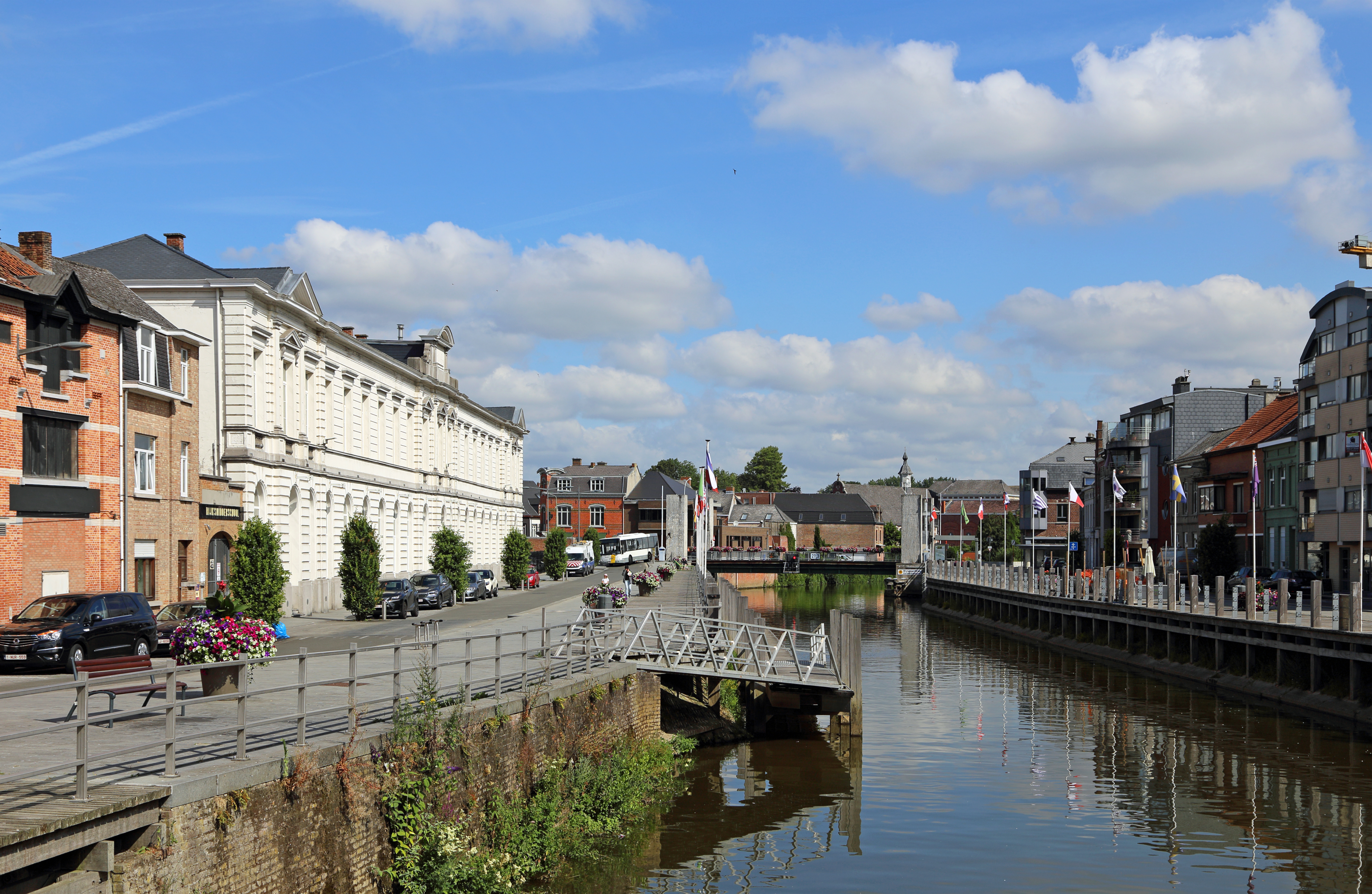
El Dender a Geraardsbergen.
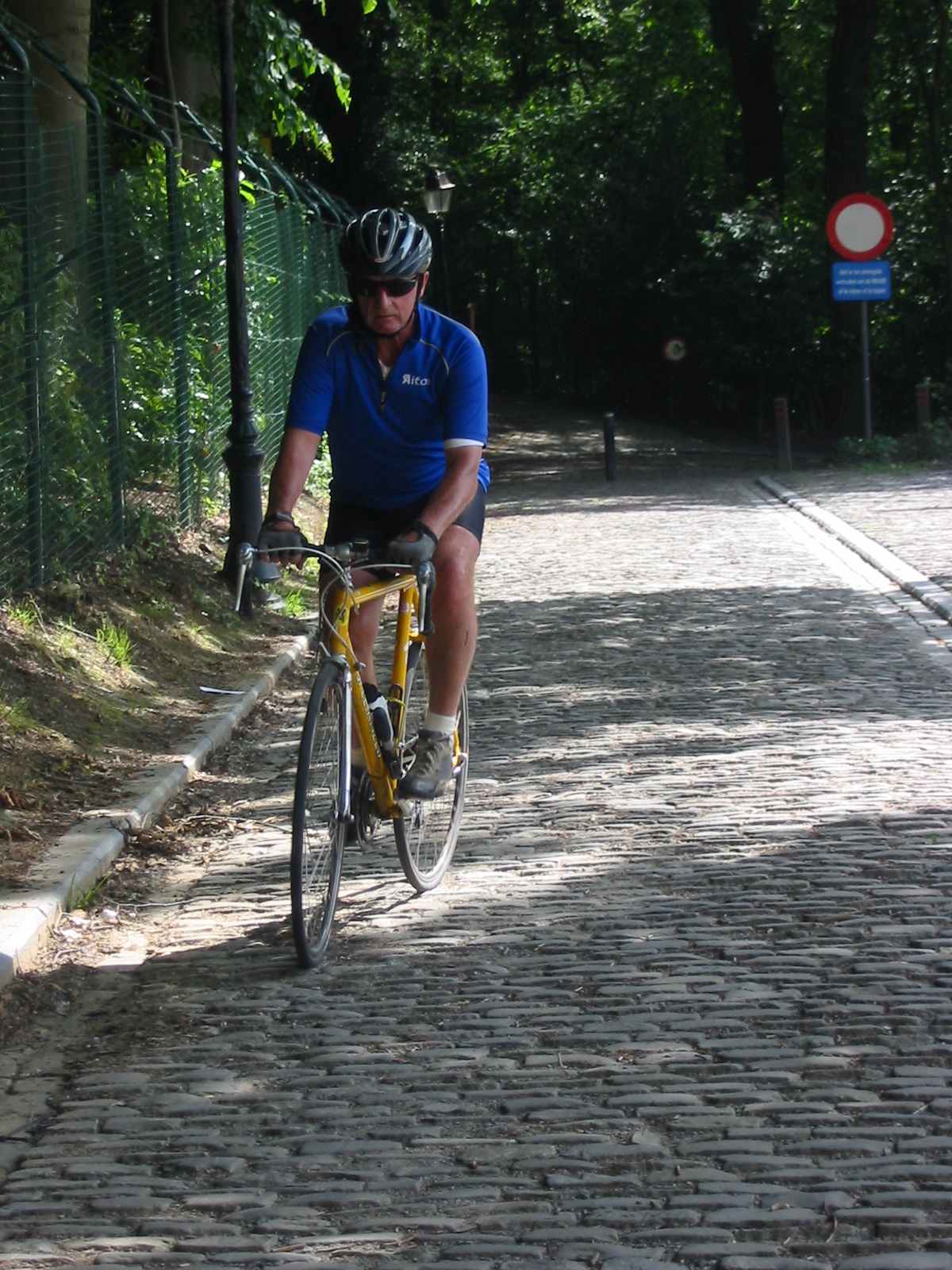
De Muur van Geraardsbergen (el Mur de Geraarsbergen).
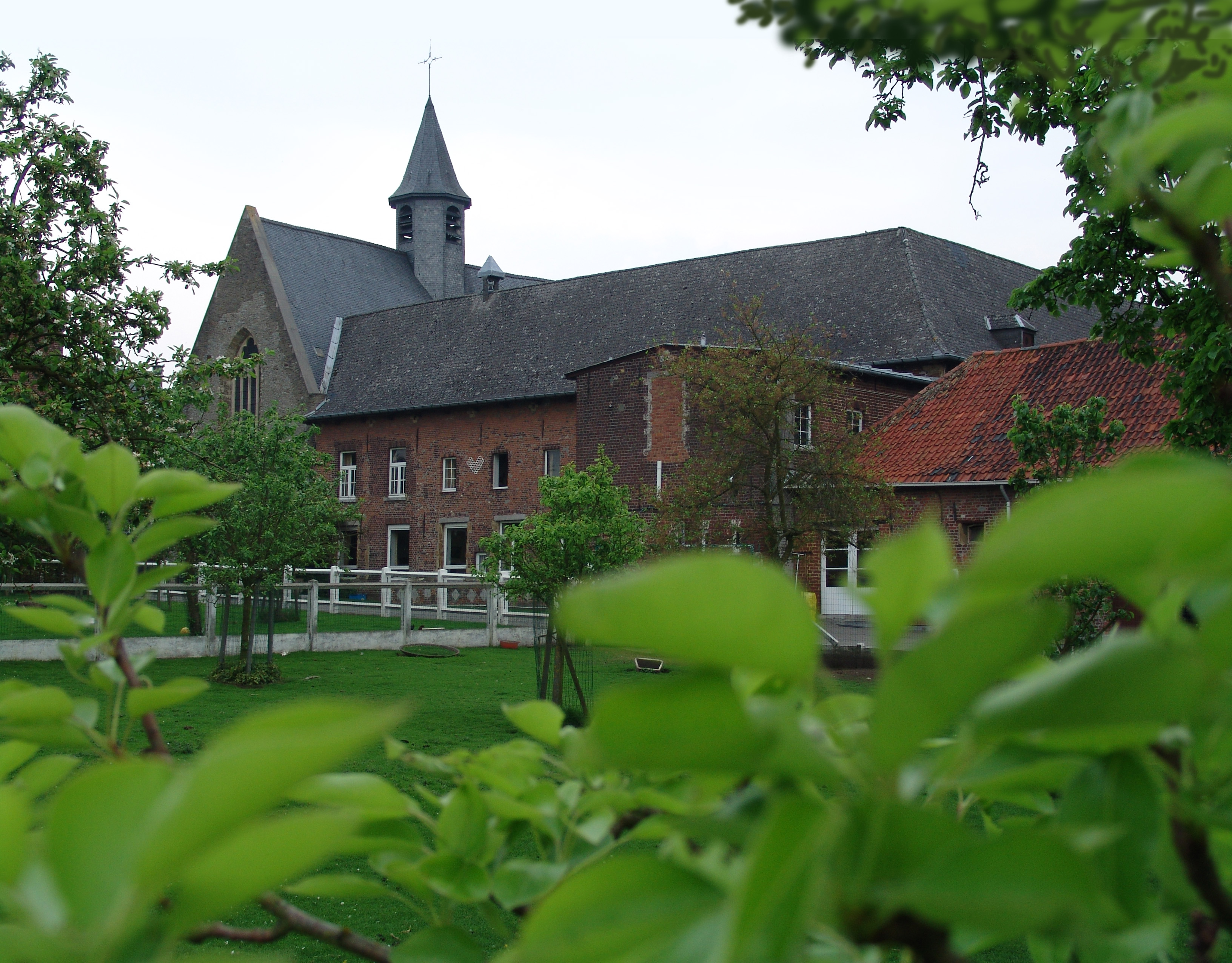
Priorat de Hunnegem (2005).
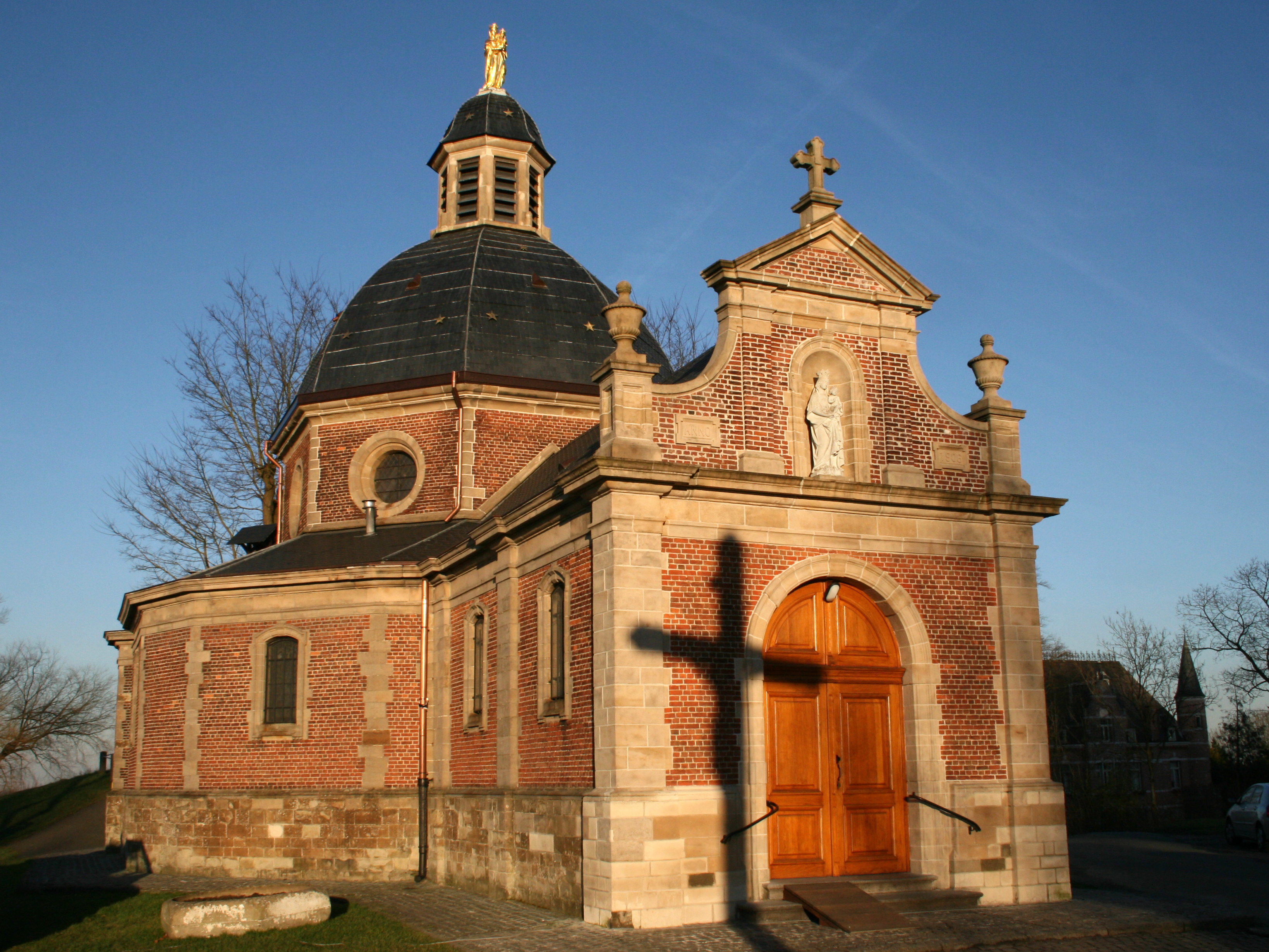
Capella de la Nostra Senyora d'Oudenberg (1724).

## Seccions
| #    | Nom                  | Superfície (km²) | Població (31/12/2005) |
| ---- | -------------------- | ---------------- | --------------------- |
| I    | Geraardsbergen       | 1,91             | 6.445                 |
| II   | Overboelare          | 7,60             | 3.916                 |
| III  | Zarlardinge          | 6,53             | 962                   |
| IV   | Goeferdinge          | 3,83             | 2.609                 |
| V    | Nederboelare         | 2,16             | 923                   |
| VI   | Schendelbeke         | 5,89             | 1.754                 |
| VII  | Ophasselt            | 7,49             | 1.662                 |
| VIII | Smeerebbe-Vloerzegem | 3,66             | 760                   |
| IX   | Idegem               | 3,41             | 1.631                 |
| X    | Zandbergen           | 6,90             | 1.614                 |
| XI   | Nieuwenhove          | 1,99             | 467                   |
| XII  | Waarbeke             | 2,58             | 236                   |
| XIII | Grimminge            | 4,41             | 934                   |
| XIV  | Onkerzele            | 8,31             | 2.738                 |
| XV   | Moerbeke             | 6,43             | 2.968                 |
| XVI  | Viane                | 6,59             | 1.740                 |

Font: Vila de Geraardsbergen

## Mattentaart

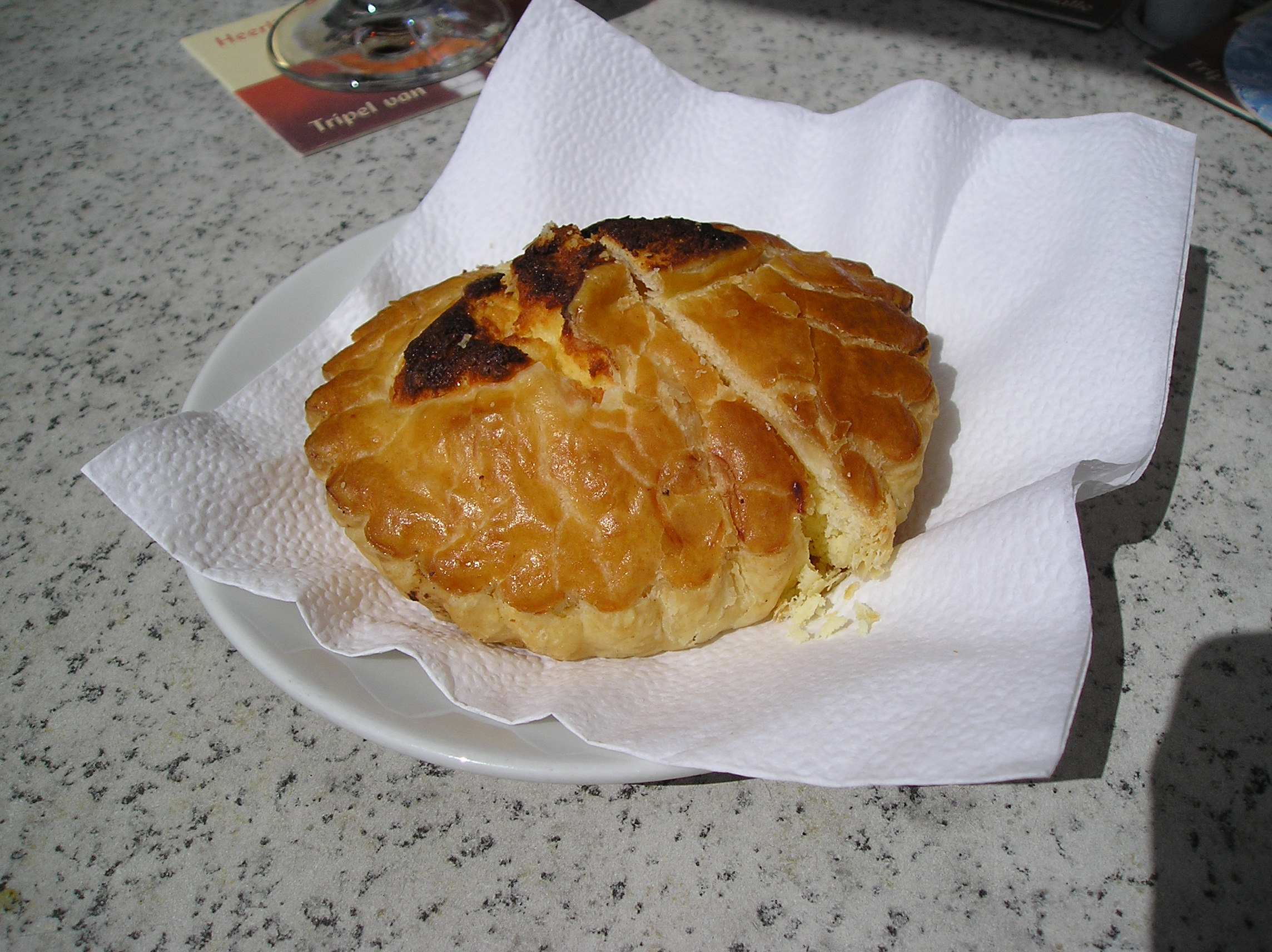
Mattentaart.

Geraardsbergen és conegut pels seus mattentaarts, un tipus de pastissos dolços. Es fan amb matten, un tipus de pasta o mató.
El 2006 la Unió Europea va concedir al mattentaart l'Estatus de Protecció Geogràfica, per motiu pel qual tan sols es pot produir a Geraardsbergen o en el municipi proper de Lierde.

## Llista de burgmestres
- Franz Rens (liberal) (1894-1898)
- Robert Rens (liberal) (1953-1958)
- Agnes Allebosch-De Munter (CVP) (1977-1994)
- Freddy De Chou (SP.a) (1995-2000)
- Guido De Padt (VLD) (2001-2006)
- Freddy De Chou (SP.a) (2007-)

## Personatges famosos
- Daniël van Geraardsbergen (1116—1196).
- Willem van Moerbeke (1215—1286), primer traductor de les obres d'Aristòtil en Amèrica.
- Guillebert de Mets. (1415—1460).
- Robert de Foy, (1893—1960), magistrat belga i cap del Servei de Seguretat de l'Estat Belga.
- Paul Van den Berghe (1933), Bisbe de Bèlgica en l'Església Catòlica Romana.

- Michaël Borremans